# Xie
Xie (契, pinyin: Xiè), és un ancestre mitològic de la dinastia Shang, el qual es diu que va ser un cortesà del mitològic emperador Shun. També hauria d'haver estat el mig germà del mitològic emperador Yao. Fill de Jiandi, amb dues filles de Dikus, que en algunes històries n'acaben prenyades després de menjar un svalägg negre.